# Jana Macurová
Jana Macurová (* 14. Oktober 1978) ist eine ehemalige tschechische Tennisspielerin.

## Karriere
Macurová gewann während ihrer Karriere sechs Einzel- und 15 Doppeltitel des ITF Women’s Circuits. Auf der WTA Tour sah man sie einmal, im Hauptfeld der Pupp Czech Open 1996, zusammen mit Olga Vymetálková im Doppel. Sie verloren in der ersten Runde gegen Veronika Martinek/Caroline Schneider mit 2:6 und 4:6.
Außerdem gehörte sie 2005 und 2006 zum Karder des TC Weiß-Blau Würzburgs, der in der 2. Tennis-Bundesliga spielte.

## Turniersiege

### Einzel
| Nr. | Datum        | Turnier    | Kategorie   | Belag           | Finalgegnerin     | Ergebnis      |
| --- | ------------ | ---------- | ----------- | --------------- | ----------------- | ------------- |
| 1.  | Juli 1995    | Toruń      | ITF $10.000 | Sand            | Zuzana Lešenarová | 6:2, 6:4      |
| 2.  | Oktober 1995 | Langenthal | ITF $10.000 | Teppich (Halle) | Renata Kochta     | 6:4, 7:63     |
| 3.  | Mai 1997     | Nitra      | ITF $10.000 | Sand            | Anna Żarska       | 6:4, 4:6, 6:3 |
| 4.  | Mai 1997     | Prešov     | ITF $10.000 | Sand            | Jana Ondrouchová  | 2:6, 6:2, 6:3 |
| 5.  | August 1998  | Toruń      | ITF $10.000 | Sand            | Cornelia Grünes   | 3:6, 6:4, 6:1 |
| 6.  | Juni 2001    | Doksy      | ITF $10.000 | Sand            | Hana Šromová      | 6:2, 4:6, 6:3 |

### Doppel
| Nr. | Datum          | Turnier             | Kategorie   | Belag           | Partnerin            | Finalgegnerinnen                       | Ergebnis      |
| --- | -------------- | ------------------- | ----------- | --------------- | -------------------- | -------------------------------------- | ------------- |
| 1.  | Oktober 1995   | Zubiel              | ITF $10.000 | Teppich (Halle) | Olga Blahotová       | Debby Haak Martine Vosseberg           | 6:1, 6:3      |
| 2.  | Oktober 1995   | Langenthal          | ITF $10.000 | Teppich (Halle) | Olga Blahotová       | Debby Haak Kristin Osmond              | 5:7, 6:4, 6:3 |
| 3.  | April 1996     | Bari                | ITF $10.000 | Sand            | Olga Blahotová       | Germana Di Natale Andreea Vanc         | 6:4, 4:6, 7:5 |
| 4.  | Mai 1997       | Nitra               | ITF $10.000 | Sand            | Olga Blahotová       | Andrea Šebová Gabriela Voleková        | 6:0, 0:6, 7:6 |
| 5.  | Juni 1997      | Kędzierzyn-Koźle    | ITF $10.000 | Sand            | Milena Nekvapilová   | Libuše Průšová Zuzana Průšová          | 6:4, 6:2      |
| 6.  | Juni 1997      | Doksy               | ITF $10.000 | Sand            | Gabriela Navrátilová | Kateřina Kroupová Jana Ondrouchová     | 6:2, 6:2      |
| 7.  | Juli 1997      | Fiumicino           | ITF $10.000 | Sand            | Zuzana Hejdová       | Sofia Finer Anna Linkowa               | 6:1, 6:1      |
| 8.  | August 1998    | Toruń               | ITF $10.000 | Sand            | Olga Blahotová       | Gabriela Navrátilová Petra Plačková    | 7:6, 6:0      |
| 9.  | August 1998    | Pilsen              | ITF $10.000 | Sand            | Olga Blahotová       | Gabriela Navrátilová Veronika Raimrová | 1:6, 6:2, 6:1 |
| 10. | September 1999 | Zadar               | ITF $10.000 | Sand            | Olga Blahotová       | Natalia Galouza Mara Santangelo        | 6:1, 6:3      |
| 11. | Februar 2000   | Mallorca            | ITF $10.000 | Sand            | Gabriela Navrátilová | Alena Paulenková Andrea Šebová         | 6:2, 6:1      |
| 12. | Mai 2002       | Dubrovnik           | ITF $10.000 | Sand            | Blanka Kumbárová     | Melissa Dowse Linda Smolenaková        | 1:6, 6:4, 6:4 |
| 13. | Oktober 2002   | Trenčianske Teplice | ITF $10.000 | Sand            | Gabriela Navrátilová | Milena Nekvapilová Hana Šromová        | 2:1 Aufgabe   |
| 14. | Oktober 2002   | Makarska            | ITF $10.000 | Sand            | Lenka Novotná        | Ana Timotic Zuzana Zemenová            | 1:6, 6:3, 6:3 |
| 15. | April 2003     | Hvar                | ITF $10.000 | Sand            | Gabriela Navrátilová | İpek Şenoğlu Vladimíra Uhlířová        | 6:4, 3:6, 6:1 |